# Batalla de Leipzig
La batalla de Leipzig (16 al 19 de octubre de 1813), también llamada batalla de las Naciones, fue el mayor enfrentamiento armado de todas las guerras napoleónicas y la batalla más importante perdida por Napoleón Bonaparte.

## Antecedentes
El emperador francés Napoleón I intentó obligar al emperador Alejandro I de Rusia a reincorporarse a su impopular Sistema Continental mediante la invasión de Rusia el 24 de junio de 1812 con alrededor de 685 000 soldados, y finalmente entró en Moscú a finales de 1812, tras la sangrienta, pero indecisa batalla de Borodinó. Sin embargo, Alejandro se negó a rendirse incluso cuando los franceses ocuparon la ciudad, que fue incendiada en el momento de su ocupación. La campaña terminó en un completo desastre cuando Napoleón y sus fuerzas restantes se retiraron durante el amargo invierno ruso, con enfermedades, hambrunas y el constante hostigamiento de los cosacos y partisanos rusos, dejando la Grande Armée prácticamente destruida cuando regresó de Rusia. Para empeorar aún más las cosas para Napoleón, en junio de 1813, los ejércitos combinados de Portugal, España y el Reino Unido, bajo el mando del Duque de Wellington (Arthur Wellesley, primer duque de Wellington), habían derrotado decisivamente a los franceses en la batalla de Vitoria en la Guerra Peninsular, y ahora avanzaban hacia los Pirineos y hacia la propia Francia. Con esta serie de derrotas, los ejércitos franceses se retiraron en todos los frentes de Europa.
Las fuerzas antifrancesas se unieron a Rusia mientras sus tropas perseguían los restos de la "Grande Armée" virtualmente destruida por toda Europa Central. Los aliados se reagruparon como la Sexta Coalición, que comprendía Austria, Portugal, Prusia, Rusia, España, Suecia, el Reino Unido, así como los estados alemanes más pequeños de la Confederación del Rin, cuyos ciudadanos y líderes ya no eran leales al emperador francés. Napoleón se apresuró a regresar a Francia y logró movilizar otro gran ejército, pero las graves dificultades económicas y las noticias de las derrotas habían llevado al cansancio de la guerra y malestar creciente entre la población de Francia.
A pesar de la oposición en casa, Napoleón pudo reconstruir su ejército, con la intención de inducir una alianza temporal o al menos el cese de las hostilidades, o sacar al menos a una de las grandes potencias (Austria, Prusia y Rusia) fuera de la guerra. Napoleón trató de recuperar la ofensiva mediante la Campaña alemana de 1813, reestableciendo su control en Alemania, ganando dos victorias tácticas muy reñidas, en la batalla de Lützen el 2 de mayo y la batalla de Bautzen del 20 al 21 de mayo.
Estas victorias llevaron a un breve armisticio. Durante el armisticio, los monarcas de Rusia y Prusia se reunieron con el Príncipe heredero Carlos Juan de Suecia en el castillo de Trachenberg en Silesia, donde el ex mariscal francés describió una estrategia para derrotar a Napoleón que, con detalles adicionales de los austriacos después de unirse a la Coalición el 12 de agosto de 1813, se conoció como el Plan Trachenberg. De acuerdo con el Plan Trachenberg, se formaron tres ejércitos de la Coalición, el Ejército de Silesia de 95 000 hombres bajo el mando de Gebhard von Blücher, el Ejército de Alemania del Norte de 120 000 (incluidas las guarniciones suecas en Stralsund) bajo el Príncipe Heredero Carlos Juan, y el Ejército de Bohemia, el principal ejército aliado en el campo con 225 000 hombres, bajo el mando de Karl von Schwarzenberg. Un cuarto ejército se constituyó como el Ejército de Polonia, inicialmente de 30 000 hombres, pero se expandió a 70 000 a finales de año, bajo el mando de Conde Benningsen. Tal como se describe en el Plan Trachenberg, los ejércitos de la Coalición evitarían la batalla con Napoleón, se retirarían cada vez que el propio Napoleón avanzara y, en cambio, apuntarían a las fuerzas bajo el mando de sus mariscales. A pesar de la orden de evitar la batalla con el emperador, el Ejército de Bohemia se enfrentó a Napoleón en la batalla de Dresde el 27 de agosto, donde los franceses obtuvieron una aplastante victoria.
Sin embargo, la estrecha adherencia al Plan Trachenberg llevó a las victorias de la Coalición en Großbeeren, Kulm, Katzbach y Dennewitz. Mientras tanto, Carlos Juan había comenzado una campaña de propaganda concertada en Alemania, aprovechando su experiencia como ministro de Guerra durante la Revolución francesa, para avivar el sentimiento nacionalista alemán, y llamando a los reyes de Baviera y Sajonia, cuyos ejércitos había comandado en 1805 y 1809, para repudiar sus alianzas francesas. Los ejércitos de Westfalia habían comenzado a mostrar signos de motín a finales de agosto y septiembre, con unidades sajonas desertando a la Coalición en Grossbeeran y Dennewitz y tropas de Westfalia desertando en números cada vez mayores. Además, a principios de septiembre, los bávaros proclamaron la neutralidad tras la victoria de Carlos Juan sobre Ney en Dennewitz. Después de estas derrotas y deserciones, el emperador francés no pudo capitalizar su victoria en Dresde. Las líneas de suministro escasamente extendidas que se extendían hacia un territorio ahora un tanto hostil, junto con el cambio de bando de Baviera contra los franceses solo ocho días antes de Leipzig, hicieron casi imposible reemplazar las pérdidas de su ejército de 150 000 hombres, 300 armas y 50 000 enfermos.

## Fuerzas enfrentadas
Los franceses tenían alrededor de 160 000 soldados junto con 700 cañones más 15 000 polacos, 10 000 italianos y 40 000 alemanes pertenecientes a la Confederación del Rin, totalizando 225 000 soldados. La Coalición tenía alrededor de 380 000 soldados junto con 1500 cañones, compuesta por 145 000 rusos, 115 000 austriacos, 90 000 prusianos y 30 000 suecos. Esto convirtió a Leipzig en la mayor batalla de las guerras napoleónicas y, hasta el principio del siglo XX, en la mayor batalla de la historia, superando las de Borodino, Wagram, Jena, Auerstedt, Ulm, y Dresde.
La Grande Armée, bajo el mando de Napoleón, se encontraba en un estado debilitado. La mayoría de sus tropas ahora consistían en adolescentes y hombres sin experiencia reclutados poco después de la casi destrucción de la Grande Armée en Rusia. Napoleón reclutó a estos hombres para que estuvieran preparados para una campaña aún más grande contra la Sexta Coalición recién formada y sus fuerzas estacionadas en Alemania. Si bien ganó varias batallas preliminares, su ejército se estaba agotando constantemente a medida que los aliados, siguiendo de cerca el Plan Trachenberg, derrotaron sistemáticamente a sus mariscales. La caballería imperial francesa era igualmente insuficiente, lo que dificultaba a Napoleón mantener la vista en sus líneas de comunicación o incluso explorar las posiciones enemigas, un hecho que influyó en el resultado de la batalla de Großbeeren y otras durante la campaña alemana.
El ejército de la Coalición se organizó en cuatro comandos a nivel de ejército: el Ejército de Bohemia bajo Karl von Schwarzenberg, el Ejército de Silesia bajo Blücher, el Ejército de Polonia bajo Levin August von Bennigsen y el combinado prusiano, ruso y sueco, el Ejército del Norte, al mando de Bernadotte. Los suecos también tenían bajo su mando una compañía británica de la Brigada de cohetes armada con cohetes Congreve, dirigida por el capitán Richard Bogue. Bernadotte había pedido una guarnición británica para Stralsund para liberar más tropas suecas para el servicio en Alemania. Fue enviado a seis batallones al mando del mayor general Gibbs, además de la Rocket Brigade. Solo el 2/73 salió al campo bajo el mando del general Wallmoden y estuvo presente en la Batalla de Gohrde

### Planes franceses

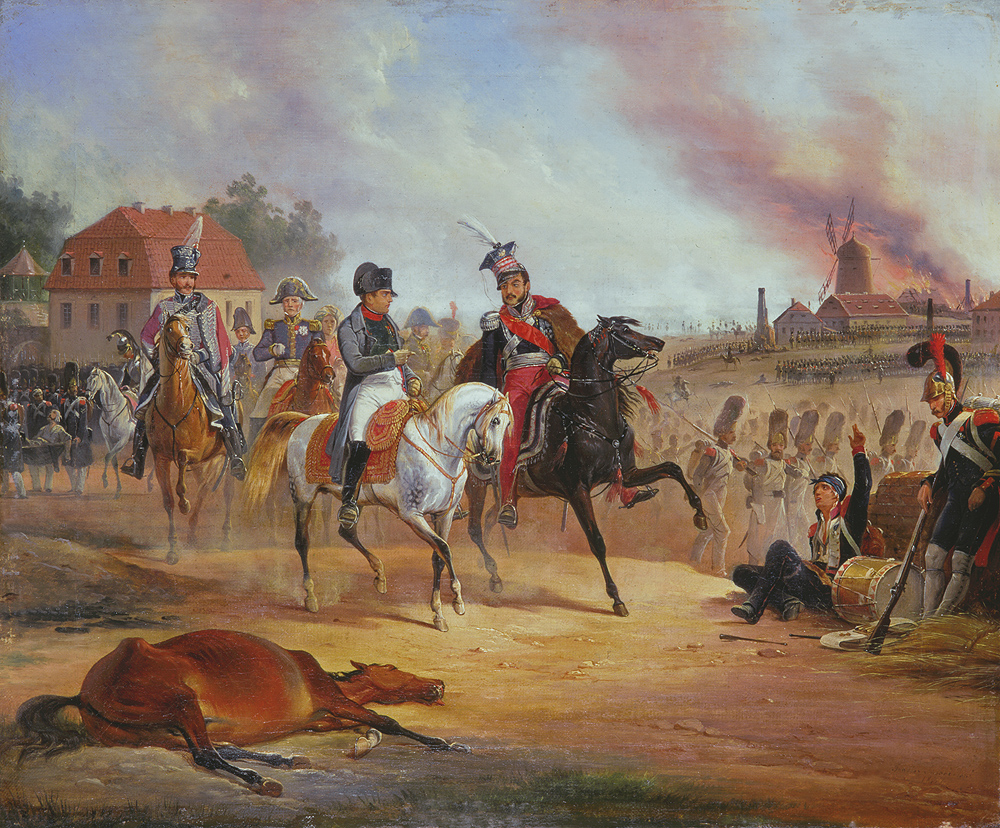
Napoleón y Poniatowski en Leipzig, por January Suchodolski

A pesar de ser superado en número, Napoleón planeó tomar la ofensiva entre los ríos Pleiße y Parthe. La posición en Leipzig tenía varias ventajas para su ejército y su estrategia de batalla. Los ríos que convergían allí dividían el terreno circundante en cuatro sectores separados. Sosteniendo Leipzig y sus puentes, Napoleón podía trasladar tropas de un sector a otro mucho más rápido que los aliados, que tuvieron dificultades para mover un gran número de tropas a un solo sector.
El frente norte fue defendido por los mariscales Michel Ney y Auguste Marmont, y el frente oriental por el mariscal Jacques MacDonald. La reserva de artillería y los parques, las ambulancias y el equipaje estaban cerca de Leipzig, que Napoleón convirtió en su base de suministros para la batalla. Los puentes sobre los ríos Pleiße y Elster Blanco estaban defendidos por infantería y algunos cañones. La batería principal estaba en reserva y durante la batalla se desplegaría en Gallows Height. Esta batería iba a ser comandada por el experto en artillería Antoine Drouot. El flanco occidental de las posiciones francesas en Wachau y Liebertwolkwitz fue defendido por el príncipe Józef Poniatowski y el mariscal Pierre Augereau y sus jóvenes reclutas franceses.

## La batalla de Leipzig
El mariscal Nicolás Oudinot fracasó en su intento de conquistar Berlín con su ejército de 60 000 hombres, y Napoleón se vio forzado a retirarse hacia el oeste debido al peligro que le acechaba al norte, cruzando el Elba a finales de septiembre y concentrando sus fuerzas en los alrededores de Leipzig para proteger sus líneas de suministro y hacer frente allí a los aliados. Napoleón organizó a su ejército en Leipzig, aunque sus tropas se extendían desde Taucha hasta Stötteritz (donde Napoleón instaló el puesto de mando), y curvando luego la línea al sudoeste hacia Lindenau. Los prusianos avanzaban desde Wartenburg, mientras que austriacos y rusos lo hacían desde Dresde y las fuerzas suecas se aproximaban por el norte. En total, los franceses contaban con 190 000 soldados, mientras que los aliados tenían casi 330 000, con gran cantidad de artillería por ambas partes (haciendo un total aproximado de unos 2500 cañones sobre el campo de batalla).

### 16 de octubre

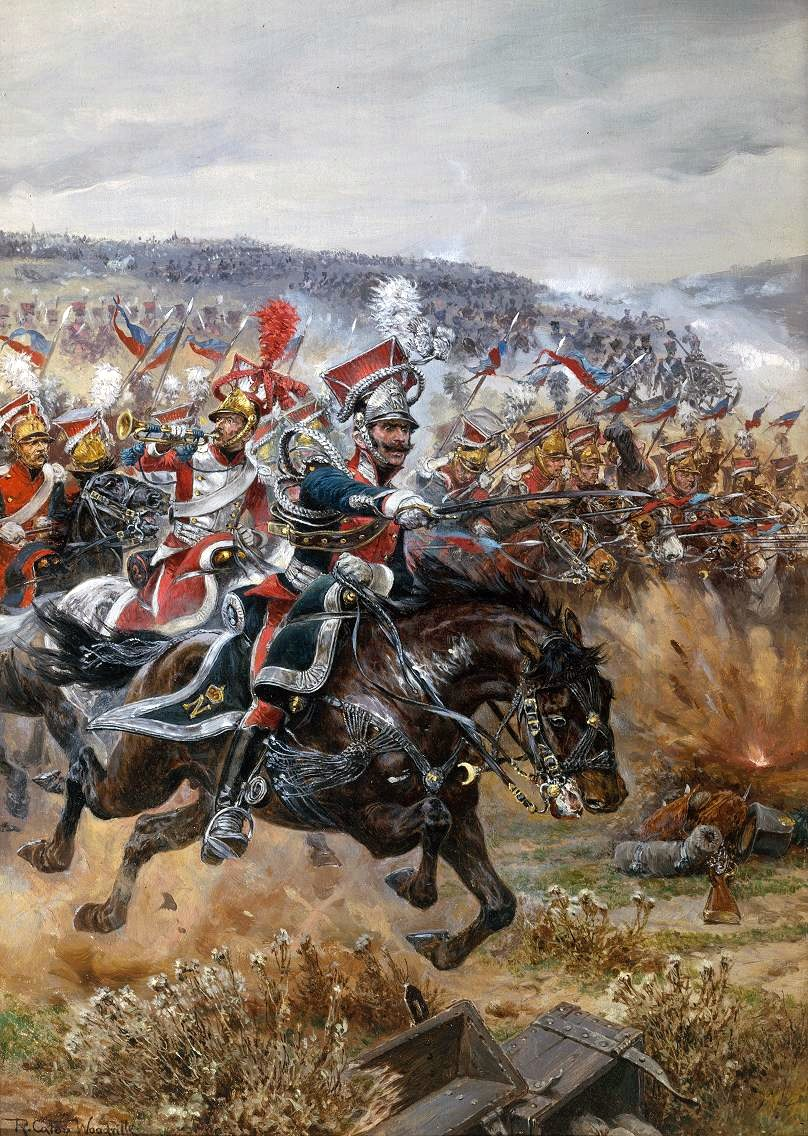
La última carga de Poniatowski en Leipzig, por Richard Caton Woodville

Los franceses habían obtenido ligeras victorias en Lindenau y Wachau, y sufrieron un revés en Möckern. Los aliados habían perdido aproximadamente 30 000 hombres, incluidos 2 000 prisioneros, los franceses unos 25 000 en total. A pesar de la ventaja francesa en cuanto a bajas, la primera jornada acabó en empate. Además, las probabilidades parecían estar cambiando a favor de los aliados, ya que mientras Napoleón solo podía anticipar la llegada de los 14 000 hombres de Jean Reynier para aumentar su fuerza a apenas 200 000 soldados y 900 cañones, los aliados estaban esperando la aparición de los 70 000 hombres de Bernadotte y un número similar bajo Bennigsen, y estos refuerzos llevarían su fuerza total a más de 300 000 y 1 500 cañones.
Mirando hacia atrás en la lucha del primer día, ambos bandos cometieron errores. Napoleón había subestimado la agresividad aliada y calculó mal la posición de Blucher y el ejército de Silesia, y sus hombres sufrieron un fuerte rechazo en Möckern como consecuencia. En cuanto a los aliados, la naturaleza caótica de su ataque inicial en Wachau, junto con el flanqueo de las fuerzas francesas que esperaban, casi provocó una catástrofe.: 932–933 

#### Acción en Dölitz

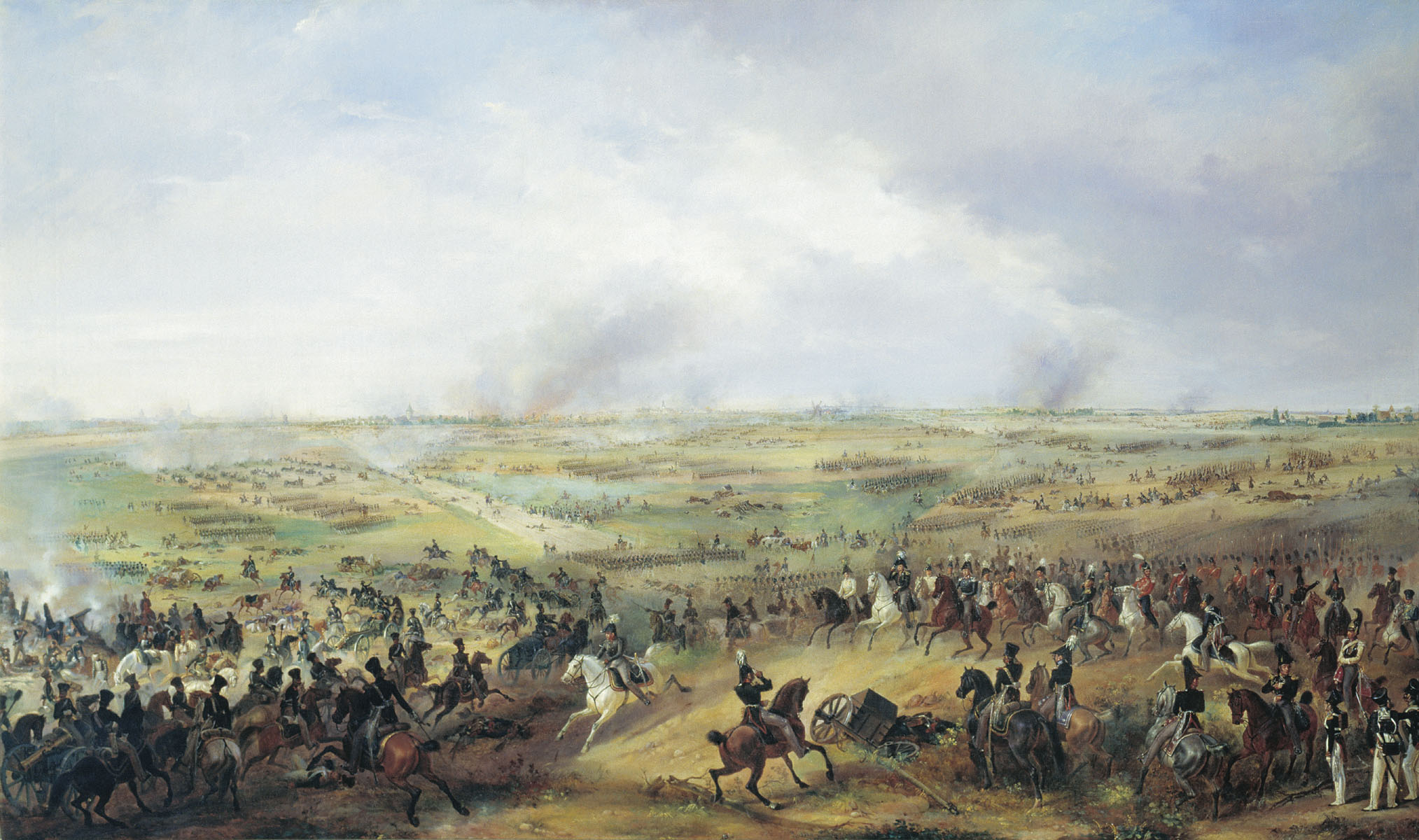
Vista general del campo de batalla

El II Cuerpo de Austria, comandado por Merveldt, avanzó hacia Connewitz vía Gautzsch e intentó atacar la posición. Cuando Napoleón llegó al campo de batalla junto con la Guardia Joven y algunos Chasseurs, Merveldt descubrió que la vía de avance estaba bien cubierta por la batería francesa y algunos escaramuzadores que habían ocupado las casas allí y no permitieron la entrada de austriacos para desplegar su artillería en apoyo del ataque. El propio Merveldt en un giro desafortunado fue herido y capturado por los franceses después de que se dirigió directamente a las líneas sajón-polacas en el río Pleiße. Rechazados, los austriacos se movieron para atacar la cercana Dölitz, por un camino cruzado por dos puentes y que conducía a una casa solariega y un molino. Dos compañías del 24º Regimiento expulsaron a la pequeña guarnición polaca y tomaron el puesto. Un rápido contraataque de los sajones y los polacos expulsó a las tropas austríacas y la batalla se balanceó hasta que los austríacos trajeron una fuerte batería de artillería y sacaron a los polacos de la posición. Los polacos sufrieron muchas bajas durante su furiosa defensa y prendieron fuego tanto a la mansión como al molino durante su retirada.

#### Acción en Markkleeberg

Acciones al 16 de octubre

El general Kleist, avanzando a lo largo del Pleiße, atacó a Poniatowski y al mariscal Augereau en el pueblo de Markkleeberg. Los austriacos repararon un puente y tomaron un edificio escolar y una mansión. Los franceses contraatacaron, expulsando a los austriacos de la escuela y de vuelta al río. Los ataques franceses a la mansión solo resultaron en bajas crecientes para los franceses y polacos. La 14.ª División rusa inició una serie de ataques de flanqueo que obligaron a los polacos a abandonar Markkleeberg. Poniatowski detuvo la retirada y el avance de los rusos. Atrapando a cuatro batallones de la 12.ª Brigada prusiana al aire libre, Poniatowski dirigió ataques de artillería y caballería hasta que fueron relevados por húsares rusos. Poniatowski retomó Markkleeberg, pero fue expulsado por dos batallones prusianos. Luego, los granaderos austriacos se formaron frente a Markkleeberg y expulsaron a los polacos y franceses del área con un ataque de flanco.

#### Acción en Wachau
El II Cuerpo Ruso atacó Wachau cerca de Leipzig con el apoyo de la 9ª Brigada Prusiana. Los rusos avanzaron, sin saber que las fuerzas francesas estaban esperando. Los franceses los tomaron por sorpresa en el flanco, mutilándolos. Los prusianos entraron en Wachau y se enfrentaron calle por calle. La artillería francesa expulsó a los prusianos de Wachau y los franceses recuperaron el pueblo.

#### Acción en Liebertwolkwitz

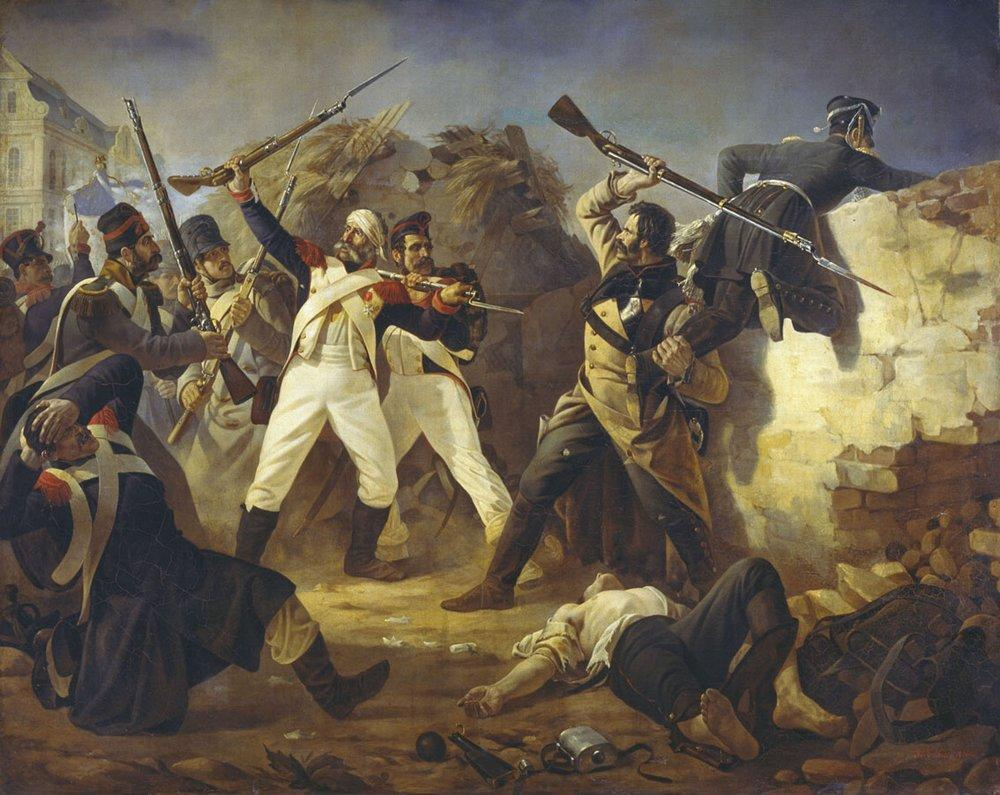
Soldados franceses perdonando la vida del soldado ruso Leontiy Korennoy por su valentía

Liebertwolkwitz era un gran pueblo en una posición de mando, defendida por el mariscal MacDonald y el general Lauriston con unos 18 000 hombres. El IV Cuerpo austríaco del general von Klenau atacó con 24 500 hombres respaldados por la 10.ª Brigada de Pirth (4 550) y la 11.ª Brigada de Ziethen (5 365). Los austriacos atacaron primero, expulsando a los franceses de Liebertwolkwitz después de una dura lucha, solo para ser expulsados a su vez por un contraataque francés. El general ruso Württemberg se destacó por su extrema valentía al dirigir a sus tropas bajo el fuego. En este punto, Napoleón ordenó al general Drouot que formara una gran batería de 150 cañones en la colina de Gallows. Esto se hizo y los cañones volaron contra los rusos expuestos. II Cuerpo, lo que obligó a los batallones prusianos que lo apoyaban a ponerse a cubierto.
El agujero ahora se había abierto como Napoleón deseaba y en este punto, el mariscal Murat se desató con 10 000 jinetes franceses, italianos y sajones. Sin embargo, la elección de Murat de columnas masivas para el y la formación de ataque fue desafortunada para la fuerza francesa, ya que formaciones móviles más pequeñas de la caballería rusa, prusiana y austriaca pudieron hostigar con éxito a la división de Murat, obligándolos a regresar a su propia artillería, donde fueron salvados por los Dragones de la Guardia Francesa. La Guardia Joven fue enviada para expulsar a los aliados y darle a Napoleón su gran avance. Recuperaron tanto Liebertwolkwitz como Wachau, pero los aliados respondieron con la Guardia Rusa y granaderos austriacos respaldados por coraceros rusos. Las unidades estuvieron a la altura de su reputación de élite, formando cuadrados que derribaron a los soldados de caballería franceses de sus caballos e invadieron las baterías de artillería francesas. En el frente sur, aunque Napoleón ganó terreno, no pudo romper las líneas aliadas.

#### Ataque del norte
El frente norte se abrió con el ataque del cuerpo ruso del general Langeron contra los pueblos de Groß-Wiederitzsch y Klein-Wiederitzsch en el centro de las líneas francesas del norte. Esta posición fue defendida por la división polaca del general Dąbrowski de cuatro batallones de infantería y dos escuadrones de caballería. A la primera señal del ataque, la división polaca atacó. La batalla vaciló de un lado a otro con ataques y contraataques. El general Langeron reunió a sus fuerzas y finalmente tomó ambas aldeas con muchas bajas.

#### Acción en Möckern

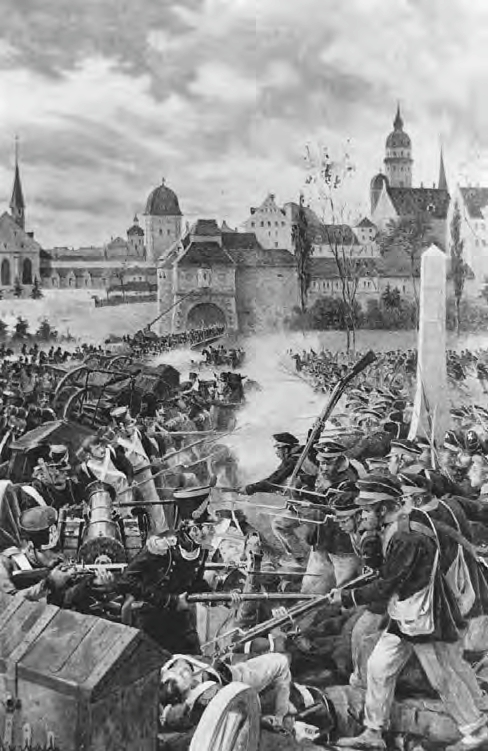
Infantería francesa defendiendo una barricada contra un asalto prusiano

El frente norte estuvo dominado por la Batalla de Möckern. Esta fue una batalla de cuatro fases y vio una dura lucha de ambos lados. Una mansión, un palacio, jardines amurallados y muros bajos dominaban el pueblo. Cada posición se convirtió en una fortaleza con las paredes abiertas para el fuego cubierto por los franceses. El terreno al oeste de la posición era demasiado boscoso y pantanoso para el emplazamiento de la artillería. Un dique corría hacia el este a lo largo del río Elster con cuatro metros de altura. El mariscal Marmont trajo columnas de infantería detrás de las posiciones en reserva y para un rápido contraataque contra cualquier posición caída. Blücher comandó el cuerpo ruso de Langeron y el cuerpo prusiano de Yorck contra el VI Cuerpo de Marmont. Cuando la batalla pendía de un hilo, Marmont ordenó una carga de caballería, pero su comandante se negó a atacar. Más tarde, un ataque de los húsares prusianos causó graves pérdidas a los defensores franceses. La batalla se prolongó hasta bien entrada la noche. La artillería causó la mayoría de las 9 000 bajas aliadas y 7 000 francesas, y los franceses perdieron otros 2 000 prisioneros.

#### Acción en Lindenau
En el frente occidental, el III Cuerpo austríaco al mando del general Giulay atacó el suburbio de Lindenau y tuvo éxito al principio, lo que obligó al mariscal Ney a desviar el IV Cuerpo del general Bertrand para mantener la posición. Pero pronto los franceses aguantaron, la lucha luego se estancó y los austriacos se vieron obligados a retroceder no muy lejos del pueblo. Sin embargo, para los franceses, también hubo una consecuencia estratégica negativa por este pequeño éxito. Napoleón necesitaba el IV Cuerpo para sus ataques a los principales ejércitos austro-rusos posicionados en el sur, y dado que no tomaron parte en el ataque como en ese momento se enfrentaron a los austriacos en Lindenau, su ataque fracasó.

### 17 de octubre
Solo hubo dos acciones el 17 de octubre, una un ataque del general ruso Sacken contra la división polaca del general Dąbrowski en el pueblo de Gohlis. Al final, prevalecieron los números y la determinación de los rusos y los polacos se retiraron a Pfaffendorf. Blücher, que fue nombrado mariscal de campo el día anterior, ordenó a la 2.ª División de Húsares Rusa del General Lanskoi atacar al III Cuerpo de Caballería del General Arrighi. Al igual que el día anterior, la caballería aliada demostró ser superior y ahuyentó a los franceses con grandes pérdidas.

#### Llegada de refuerzos
Los franceses recibieron solo 14 000 soldados como refuerzos. Por otro lado, los Aliados se fortalecieron con la llegada de 145 000 efectivos divididos en dos ejércitos, uno comandado por Bennigsen de la primera línea del Ejército de Bohemia y el otro, el Ejército del Norte que estaba formado principalmente por tropas suecas, comandado por Bernadotte. 

### 18 de octubre

#### Intento de Napoleón de demandar por un armisticio
Pronto se hizo evidente que los Aliados rodearían a Napoleón y su ejército, y él sabía que no retirarse de la batalla significaría la capitulación de todo su ejército, que en ese momento comenzaba a quedarse sin suministros y municiones. Entonces, Napoleón comenzó a examinar si los caminos y puentes de Lindenau podrían usarse para retirar sus tropas, o al menos para asegurar un cruce de cabeza de puente en el río Pleiße. Sin embargo, todavía no estaba de humor para retirarse ya que pensaba lograr una gran victoria más para Francia. También pensó que un fuerte formidable la retaguardia en la propia Leipzig podría repeler cualquier asalto aliado, lo que podría darles a él y a sus fuerzas más tiempo para retirarse de la batalla.
Durante este tiempo, Napoleón envió a Merveldt, que había sido capturado dos días antes, de regreso a los Aliados en libertad condicional. Merveldt recibió una carta a Alejandro I, Francisco I y Federico Guillermo III en la que Napoleón ofrecía entregar a los aliados las fortalezas que poseía a lo largo del Oder y el Vístula, con la condición de que los aliados le permitieran retirarse a una posición detrás del Saale. Agregó que, de aprobarse, deberán firmar un armisticio y emprender negociaciones de paz. Sin embargo, los tres monarcas rechazaron la oferta.

#### Los ejércitos de la coalición rodean a Napoleón

Acciones al 18 de octubre

Los aliados lanzaron un gran asalto desde todos los lados, esta vez rodeando por completo al ejército de Napoleón. En más de nueve horas de lucha, en las que ambos bandos sufrieron numerosas bajas, las tropas francesas se vieron obligadas a retroceder lentamente hacia Leipzig. Los aliados tenían a Blücher y Bernadotte al norte, Barclay de Tolly y Bennigsen, y el príncipe von Hesse-Homburg al sur, como así como Ignác Gyulay al oeste.

#### Acciones en Wachau, Lößnig y Dölitz
La novena brigada prusiana ocupó el pueblo abandonado de Wachau mientras que los austriacos, con los húngaros del general Bianchi, expulsaron a los franceses de Lößnig. Los austriacos procedieron a dar una demostración de cooperación de armas combinadas cuando la caballería austriaca atacó a la infantería francesa para darle tiempo a la infantería austriaca de llegar y desplegarse en el ataque a Dölitz, pero la Guardia Joven los expulsó. En este punto, tres batallones de granaderos austriacos comenzaron a disputar el pueblo con apoyo de artillería.

#### Acción en Probstheida

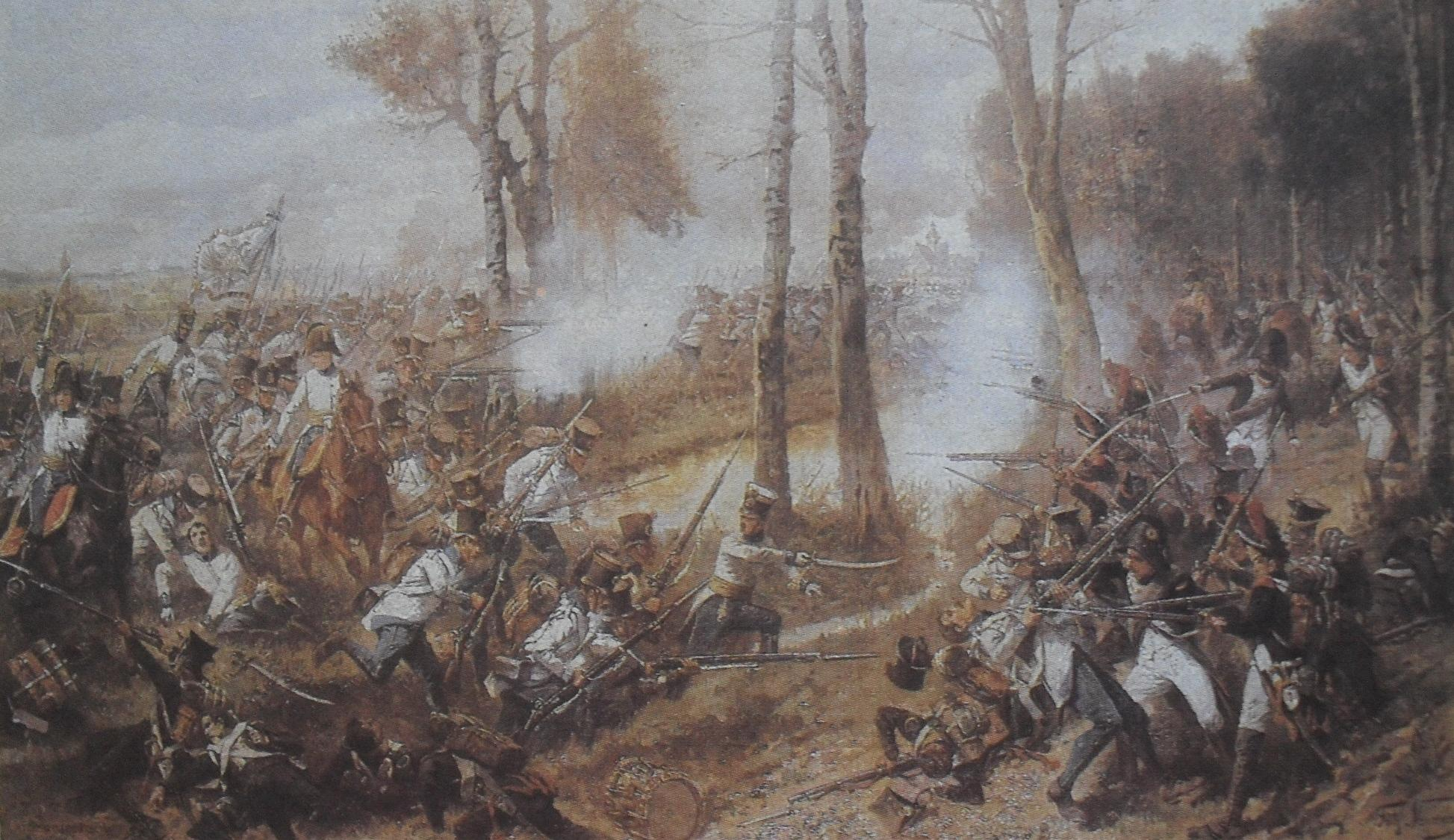
Tropas del 19º Regimiento húngaro enfrentándose a la infantería francesa

La lucha más sangrienta de la batalla ocurrió en Probstheida, un pueblo al sureste de Leipzig. Aquí, unos 60 000 soldados al mando de Barclay marchaban y avanzaban hacia el pueblo en dos columnas, una al mando de von Kleist avanzando a través de Wachau y otra al mando del general Wittgenstein avanzando a través de Liebertwolkwitz. Barclay fue presionado por los monarcas, especialmente Alejandro I, para tomar el pueblo ya que era la clave para las posiciones de las tropas de Napoleón, y aunque von Kleist se opuso a esto, las órdenes de los monarcas eran primordiales, por lo que Barclay tuvo que seguir sus órdenes de todos modos.
Sin embargo, las disposiciones francesas en el pueblo estaban fuertemente fortificadas, gracias a los altos y gruesos muros del jardín que brindaban una excelente protección a la infantería francesa. La defensa también se reforzó con artillería y fuertes reservas de infantería detrás del pueblo. Un día antes, los rusos se habían llevado la mayoría de las pérdidas sufridas durante la batalla, por lo que fueron los prusianos quienes tomaron la iniciativa.
Los jägers prusianos intentaron entrar en el pueblo por asalto, pero fueron rápidamente rechazados. Entonces la artillería de ambos bandos abrió fuego sobre el pueblo; a pesar de la enorme cantidad de artillería que los Aliados habían traído consigo, la artillería de la Guardia Imperial francesa, más poderosa, ganó gradualmente la delantera. Los prusianos llevaron a cabo una serie de ataques contra las posiciones francesas en el pueblo, pero debido a que la artillería francesa rechazó cada ataque, sus esfuerzos fueron en vano. Los coraceros franceses, al mando de Murat, cargaron contra las debilitadas líneas prusianas y las hicieron retroceder. Las contracargas de la numerosa caballería rusa salvaron a la infantería al hacer retroceder repetidamente a la caballería francesa, aunque con grandes pérdidas. Los prusianos nuevamente llevaron a cabo una carga sobre las líneas francesas, pero esta carga tuvo menos éxito que la primera. El tercer asalto ahora lo llevaron a cabo, esta vez, los rusos, comandados por el general Raevsky, el héroe de la Borodinó que había llegado unos días antes de Rusia después de un retraso debido a una enfermedad. El asalto a la aldea fue algo más sutuvo más éxito que los dos primeros, tomó los jardines y destruyó varias unidades de infantería francesa, pero finalmente fue rechazado por la Guardia Imperial francesa, que acababa de llegar al lugar. A pesar de la solicitud de Schwarzenberg de que Alejandro enviara a la Guardia Rusa, el emperador ruso ordenó que se realizaran más ataques contra la aldea. Sin embargo, a pesar de su exitosa y obstinada defensa, los franceses ahora estaban en una situación desesperada ya que tenían una peligrosa escasez de mano de obra y, por lo tanto, la lucha se convirtió en una victoria táctica hueca para ellos.

#### Acciones en Paunsdorf y Schönefeld
Durante esa mañana, Bernadotte y Blücher celebraron una conferencia en Breitenfeld. Se acordó que el Ejército del Norte de Bernadotte pasaría el río Parthe en Taucha con un refuerzo de 30 000 hombres extraídos del Ejército de Silesia de Blücher. Blücher acordó despachar el cuerpo de ejército de Langeron, y renunciar a su rango y sus derechos como comandante del ejército, poniéndose a la cabeza de sus prusianos. El avance del Ejército del Norte hacia Leipzig había sido lento, supuestamente porque Bernadotte había recibido noticias de que Napoleón planeaba un nuevo ataque hacia Berlín después de que sus mariscales no lograron tomar la ciudad en las batallas de Großbeeren y Dennewitz.

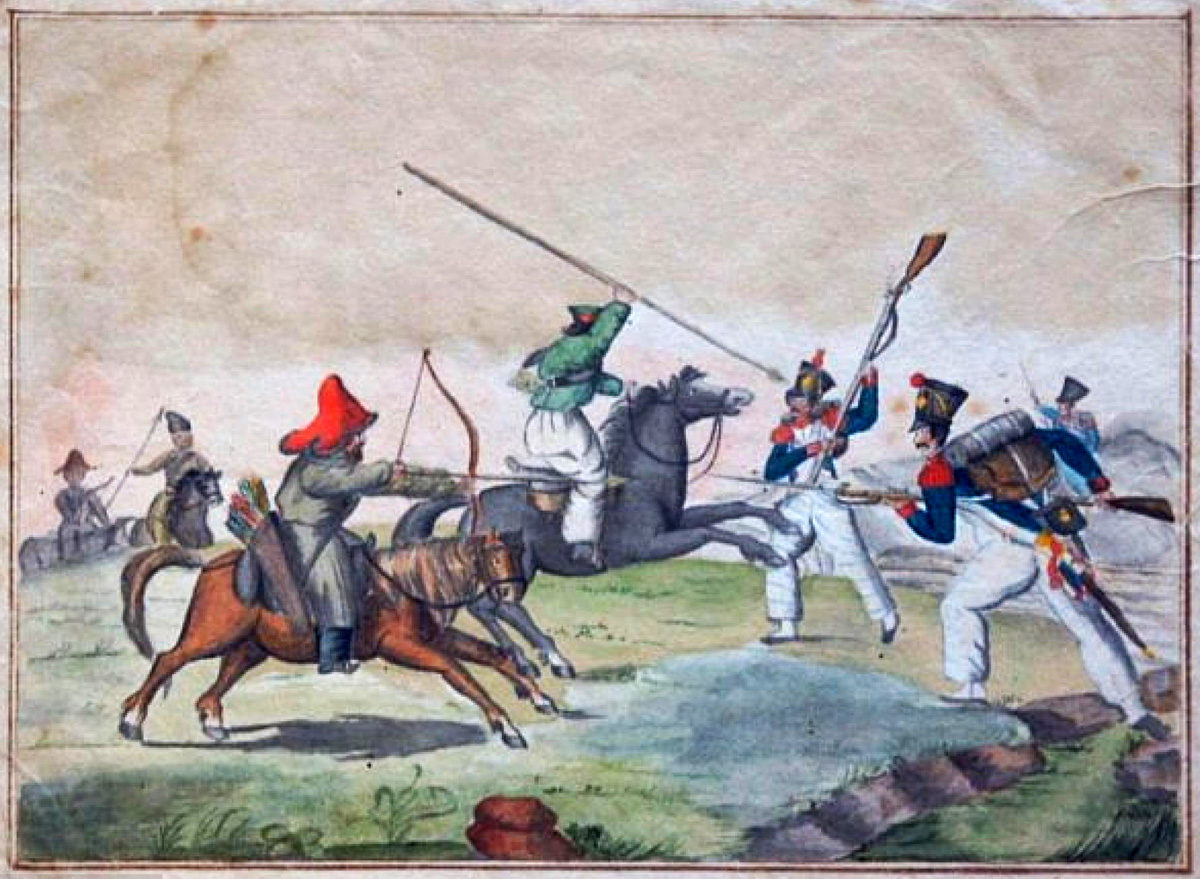
Soldados franceses en escaramuza con Bashkirs y Cosacos

La artillería pesada rusa del general Plátov comenzó a disparar contra los sajones alrededor de Paunsdorf. Langeron colocó puentes de pontones sobre el río Parthe y un puente volador a través de Mockau. Grandes masas de tropas se habían trasladado ahora a la orilla este del río. Mientras tanto, las fuerzas rusas y austríacas comenzaron a atacar las posiciones francesas y sajonas en Paunsdorf, pero después de los contraataques de la infantería francesa y los disparos mortales de las baterías franco-sajonas, fueron rechazadas. Después de su retirada, las tropas aliadas fueron perseguidas por la infantería francesa antes de ser contraatacadas por las caballerías austriacas de húsares y grenzer, lo que a su vez hizo retroceder a los franceses. La ciudad en sí todavía estaba en manos de cinco batallones francosajones. El Capitán Bogue de la British Rocket Brigade avanzó con su unidad y comenzó a disparar cohetes Congreve hacia la ciudad, lo que provocó que los defensores retrocedieran en desorden. Bogue, aprovechando el momento, cargó a la cabeza de su escuadrón de caballería de escolta. Esta pequeña fuerza, a su vez, estaba siendo expulsada de Paunsdorf, pero una andanada de cohetes disparados en apoyo cercano nuevamente hizo que las tropas francesas rompieran filas.
Los franceses retrocedieron a Sellerhausen perseguidos por dos batallones prusianos, mientras que la Rocket Brigade se formó a la izquierda de una batería rusa y comenzó a disparar contra las columnas en retirada, provocando casi el pánico. En ese momento, el Capitán Bogue recibió un disparo en la cabeza y fue asesinado por un escaramuzador. Poco después, la reserva francesa Guardia Imperial expulsó a los aliados de Paunsdorf nuevamente, pero finalmente Ney consideró que la posición era insostenible y ordenó la retirada.
Se produjeron combates más intensos en Schönefeld. Las tropas aliadas asaltaron repetidamente las posiciones francesas allí, pero fueron obligadas a retroceder. Los ataques de la infantería francesa a las posiciones aliadas produjeron resultados similares. Los repetidos asaltos de los mosqueteros y granaderos rusos al mando de Langeron finalmente expulsaron a los franceses de Schönefeld. Los intensos combates en Paunsdorf y Schönefeld incendiaron ambos pueblos.

#### Suecia participa plenamente

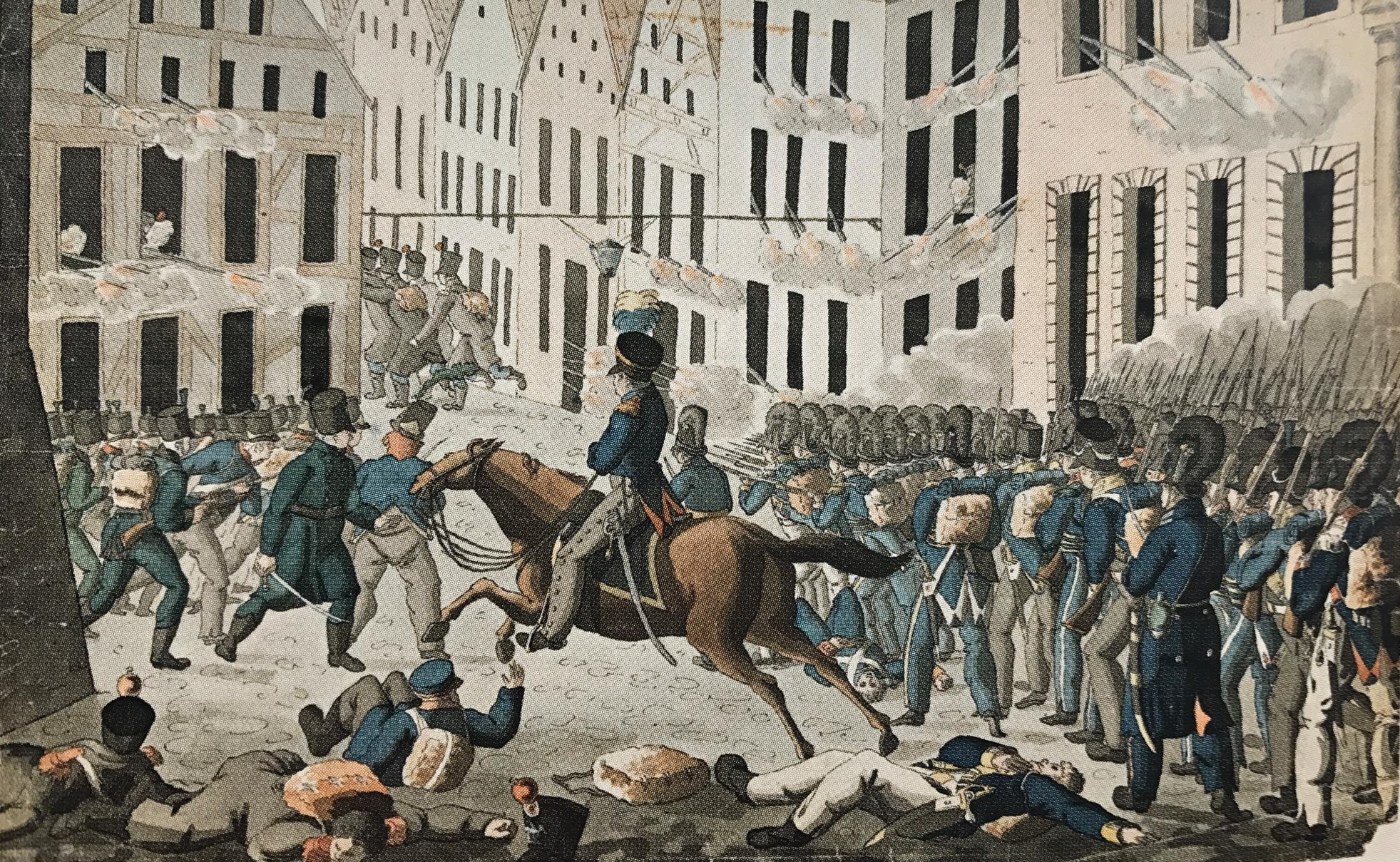
Tropas suecas asaltando Leipzig

Mientras tanto, a instancias de sus oficiales, que se sentían avergonzados por no haber participado en la batalla, Bernadotte dio la orden de que su infantería ligera participara en el asalto final a la propia Leipzig. Los jägers suecos se desempeñaron muy bien, perdieron solo 35 hombres muertos y 173 heridos mientras capturaban a 647 prisioneros franceses.

#### Acción en Lindenau
En el frente occidental, el IV Cuerpo francés al mando de Bertrand finalmente expulsó al III Cuerpo austríaco al mando de Gyulay lejos de Lindenau. Esto rompió el cerco que las fuerzas aliadas habían hecho anteriormente contra el Grande Armée, despejando el camino para su retirada que tendría lugar más tarde al día siguiente.

#### Alemanes pro-napoleónicos desertan a la Coalición
Durante la lucha, 5 400 sajones del VII Cuerpo del general Reynier desertaron a la Coalición, específicamente al Ejército del Norte de Bernadotte debido a la estima que los sajones tenían por el ex mariscal francés. Cuatro años antes, Bernadotte, cuando aún era mariscal del Imperio, había comandado el IX Cuerpo totalmente sajón durante la batalla de Wagram, donde su comportamiento cortés hacia ellos en las semanas anteriores, junto con una controvertida Orden del Día que elogiaba su coraje después de la batalla, hizo que Bernadotte se hiciera querer por ellos. Al principio, los oficiales franceses vieron la carrera de los sajones hacia los prusianos que avanzaban como una carga, pero la traición se hizo evidente cuando vieron que los sajones pedían a los prusianos que se unieran a ellos para el asalto inminente. El propio Reynier fue testigo de esto y reunió a los sajones restantes a su disposición, pero fue en vano, porque la caballería de Württemberg también desertó de los franceses, lo que obligó a la línea francesa en Paunsdorf a retroceder.

#### LaGrande Arméecomienza a retirarse
La batalla durante el día 18 de octubre fue una de desgaste. Las tropas francesas mantuvieron sus respectivas posiciones, pero fueron desgastadas y mermadas constantemente por los feroces e intensificados ataques aliados durante todo el día. A la artillería francesa solo le quedaban 20 000 proyectiles. Más tarde esa noche, Napoleón consideraba la batalla como una causa perdida. En esta vez, ascendió a Poniatowski al rango de Mariscal de Francia, el único extranjero de todos sus mariscales que recibió este título, y este último juró que lucharía para la última resistencia, lo que hizo. Después de esto, el emperador comenzó a organizar la retirada de la Grande Armée hacia el oeste a través del río Elster.
Durante la noche, se ordenó al ejército francés que se retirara en silencio de Connewitz, Probstheida, Stötteritz, Volkmansdorf y Reudnitz, todos para cruzar el río a través de Leipzig y el único puente en el río. Los de Lindenau debían mudarse a Weißenfels. Débiles retaguardias ocuparon las aldeas para ocultar la retirada, y se colocaron tropas de apoyo en los suburbios exteriores junto a los molinos de viento y cerca de las murallas de la ciudad. Los muros del jardín y del cementerio junto a la Puerta Grimma estaban perforados con lagunas, al igual que las propias puertas. Los escaramuzadores se apostaron en las casas de campo, en la maleza, en los parques y en todos los lugares posibles. Leipzig iba a ser ocupada por el VII Cuerpo de Reynier, el VIII Cuerpo de Poniatowski y el XI Cuerpo de MacDonald. Se les ordenó mantenerlo durante un día o un poco más, para permitir que el resto del ejército, su artillería y su equipo tuvieran tiempo suficiente para evacuar. Se ordenó a los puestos avanzados de la caballería aliada que atacaran sin socorro los puestos avanzados franceses durante la noche para determinar si los franceses intentaban retirarse o no. Sin embargo, no se dieron cuenta de que los franceses, de hecho, se estaban retirando del área de batalla. Por lo tanto, la evacuación continuó durante toda la noche.

### 19 octubre

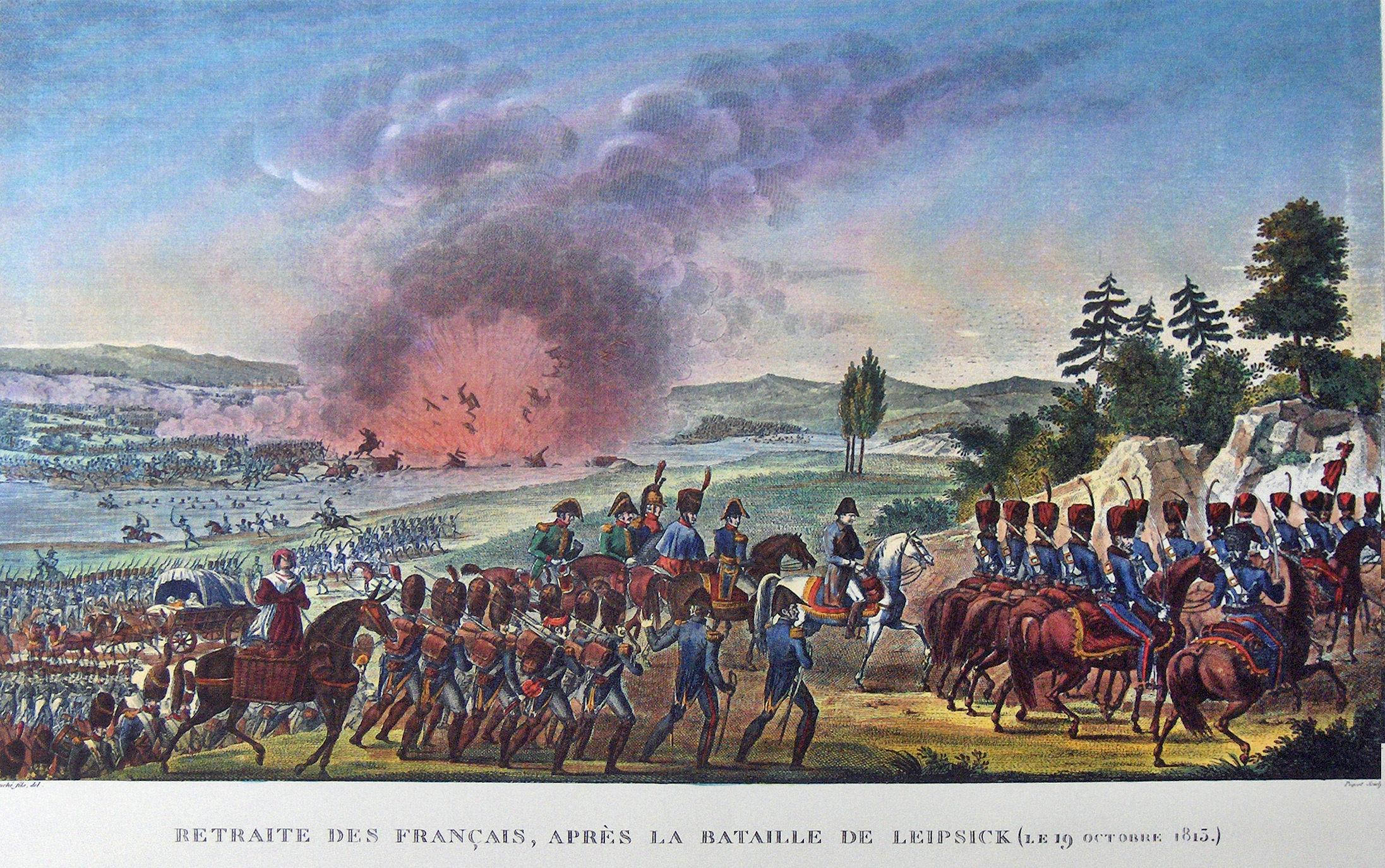
Retiro de Napoleón el 19 de octubre de 1813, que muestra la explosión del puente

Los aliados solo se enteraron de la evacuación francesa a las 7:00 a. m. del 19 de octubre. Poco después, entre las 8:00 y las 9:00 a. asalto a escala desde el norte, sur y este contra los franceses en retirada. Pero fueron retenidos en Leipzig debido a una feroz acción de retaguardia de calle a calle librada por los 30 000 soldados del mariscal Oudinot. Cuando los rusos y los prusianos entraron en la ciudad a través de Halle y las puertas de Grimma cayeron sobre barricadas y casas llenas de soldados franceses. Los civiles se vieron obligados a esconderse mientras el sangriento combate urbano se extendía por toda la ciudad.
La retirada de Napoleón continuó sin problemas hasta la tarde cuando el general Dulauloy, encargado de destruir el único puente sobre el Elster, delegó la tarea en el coronel Montfort. El coronel pasó esta responsabilidad a un cabo, que desconocía el calendario cuidadosamente planificado. El cabo encendió las mechas a la 1:00 de la tarde mientras el puente aún estaba lleno de tropas francesas en retirada y la retaguardia de Oudinot estaba todavía en Leipzig. La explosión y el posterior pánico provocaron una derrota que resultó en la muerte de miles de soldados franceses y la captura de otros 30 000. Tanto Oudinot como MacDonald lograron cruzar a nado, pero Poniatowski, obstaculizado por sus heridas, fue uno de los muchos que se ahogaron mientras intentaban cruzar el río.

## Conclusión

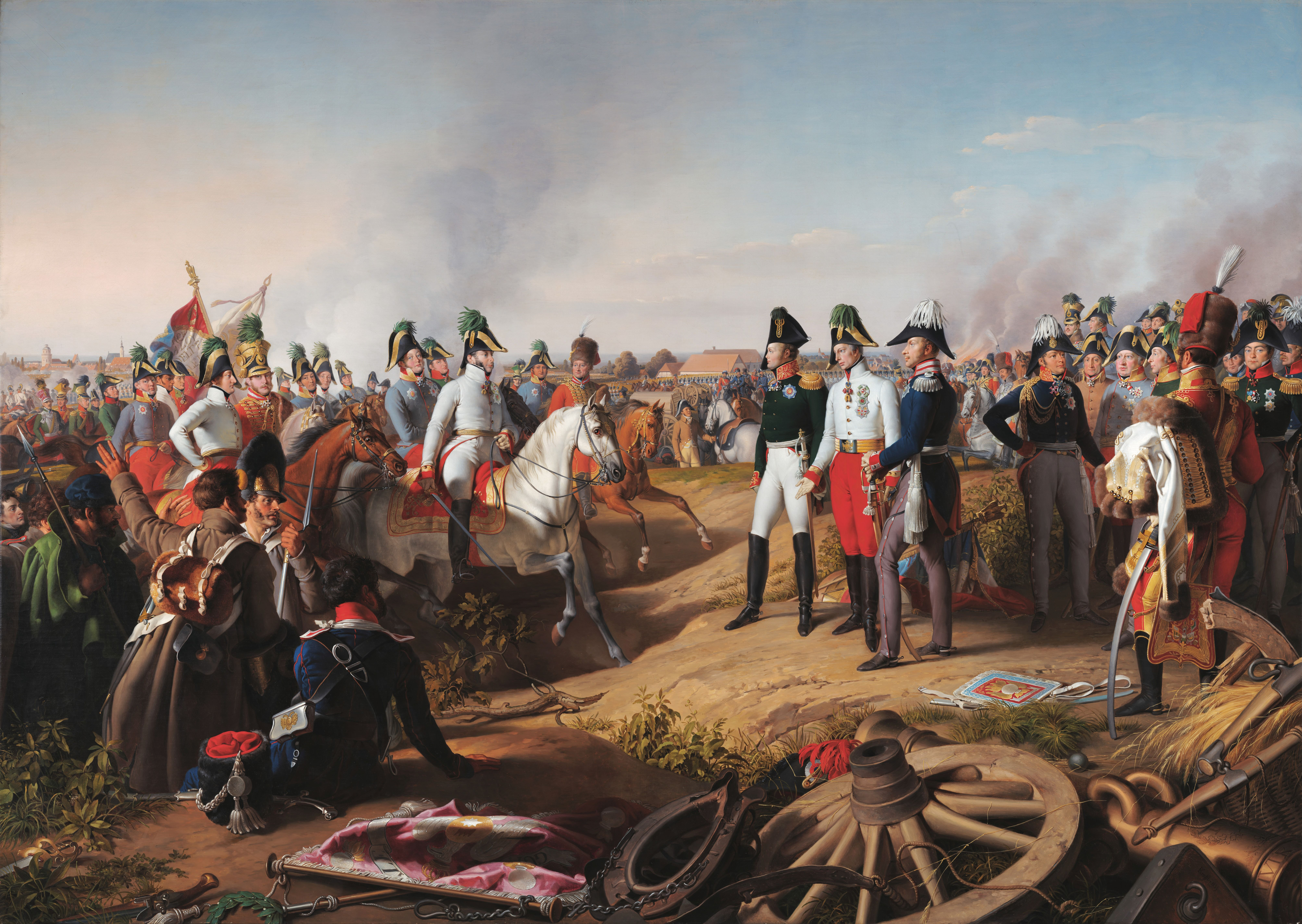
Alejandro I de Rusia, Francisco I de Austria y Federico Guillermo III de Prusia reunidos después de la batalla

Al final de la batalla en la tarde del 19 de octubre, los restos de la Grande Armée cruzaron el río Elster y comenzaron una retirada bien ordenada. La batalla había terminado de manera concluyente y decisiva con las naciones de la Coalición como vencedoras, y la campaña alemana fue un completo fracaso para los franceses, aunque lograron una victoria menor cuando el ejército bávaro intentó bloquear la retirada de la Grande Armée en la batalla de Hanau. Las numerosas bajas que habían sufrido los ejércitos de la Coalición y su agotamiento por la sangrienta batalla de cuatro días que libraron les hizo imposible perseguir rápidamente a la Grande Armée en retirada. Los franceses también estaban exhaustos después de la batalla y se retiraban a paso rápido hacia el Rin.
El número total de bajas es incierto, aunque se estiman entre los 80 000 y los 100 000 muertos o heridos entre ambos contendientes. Tomando un cálculo aproximado de 95 000, la Coalición podría haber perdido unos 55 000 y los franceses 40 000, con alrededor de 30 000 franceses prisioneros. Entre las bajas se encontraba el mariscal francés Józef Antoni Poniatowski, quien había recibido el bastón de mando de mariscal el día anterior. La batalla terminó con la presencia del Primer Imperio francés al este del Rin, y añadió algunos Estados alemanes a la Coalición. Las guarniciones francesas de Dresde y Pirna aisladas no tuvieron más remedio que rendirse el 11 de noviembre.
La batalla se recuerda en la ciudad de Leipzig con numerosos monumentos (Völkerschlachtdenkmal) y por las cuarenta y cinco piedras apiladas que señalan las líneas más importantes de las tropas francesas y aliadas.